# Liste der Mitglieder der American Academy of Arts and Sciences/1940
Im Jahr 1940 wählte die American Academy of Arts and Sciences 21 Personen zu ihren Mitgliedern.

## Neu gewählte Mitglieder
- Fernand Baldensperger (1871–1958)
- Albert Francis Blakeslee (1874–1954)
- Robert Granville Caldwell (1882–1976)
- Serge Elisseeff (1889–1975)
- William Lloyd Evans (1870–1954)
- Lon Luvois Fuller (1902–1978)
- Harold Locke Hazen (1901–1980)
- Paul Hindemith (1895–1963)
- Frederick Vinton Hunt (1905–1972)
- Werner Wilhelm Jaeger (1888–1961)
- Henry Tilton Lummus (1876–1960)
- William de Berniere MacNider (1881–1951)
- Paul Christoph Mangelsdorf (1899–1989)
- Martin Persson Nilsson (1874–1967)
- J. Robert Oppenheimer (1904–1967)
- Igor Strawinsky (1882–1971)
- Edgar Howard Sturtevant (1875–1952)
- Thomas Head Thomas (1881–1963)
- Donald Dexter Van Slyke (1883–1971)
- Paul Dudley White (1886–1973)
- John Wulff (1903–1987)